# 瓦古什 (葡萄牙堂区)
瓦古什是葡萄牙阿威罗区的一个堂区。总面积21.58平方公里，总人口4010人，人口密度185.8人/平方公里。